# Delta del Níger
|  | Per a altres significats, vegeu «delta interior del Níger». |

El delta del Níger és el delta del riu Níger a Nigèria, en una zona molt densament poblada. La zona era el Protectorat Britànic d'Oil Rivers (Oil Rivers Protectorate) des de 1885 fins a 1893, quan es va expandir i va esdevenir el Niger Coast Protectorate. El nom de Oil Rivers prové d'haver estat el principal productor d'oli de palma.

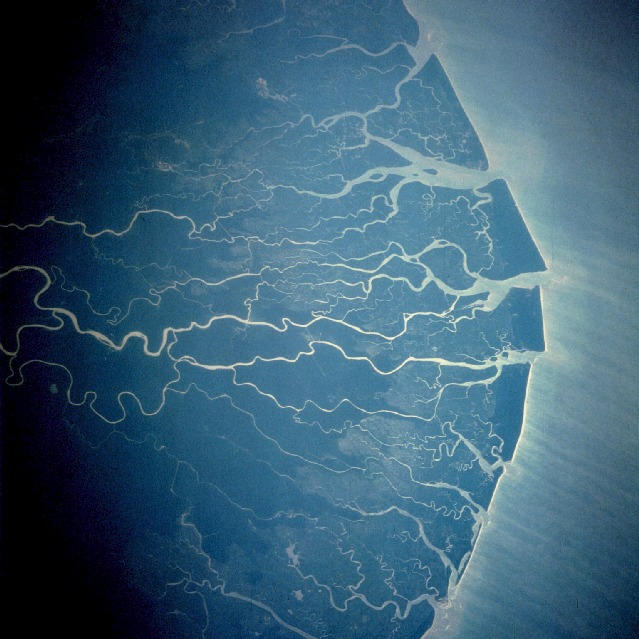
Vista del delta del riu Níger des de l'espai

El Delta del Níger, tal com el defineix el govern nigerià, ocupa uns 70.000 km² i representa el 7,5% de les terres emergides de Nigèria i cartogràficament consta dels actuals estats nigerians de Bayelsa, Delta i Rivers. L'any 2000 el règim d'Obansanjo també hi va incloure els estats Abia, Akwa-Ibom, Cross River, Edo, Imo i Ondo a la regió. Uns 31 milions de persones de més de 40 grups ètnics incloent els bini, efik, ibibio, annang, oron, ijaw, itsekiri, isokos, urhobo, ukwuani i kalabari, es troben entre els habitants del Delta del Níger i parlen uns 250 idiomes o dialectes diferents.
El Niger Delta (Delta del Níger) i la "South South Zone", la qual inclou l'estat Akwa Ibom, estat Bayelsa, estat Cross River, estat Delta, estat  Edo i estat Rivers són dues entitats diferents. Mentre que Niger Delta és la regió productora de petroli la South South Zone és una zona geopolítica.
El delta és una regió rica en petroli i ha estat el centre de controvèrsia internacional per la devastadora contaminació i ecocidi, cleptocràcia (notablement pel règim d'Abacha), i per violacions dels Drets Humans en els quals ha estat implicada la companyia Royal Dutch Shell.

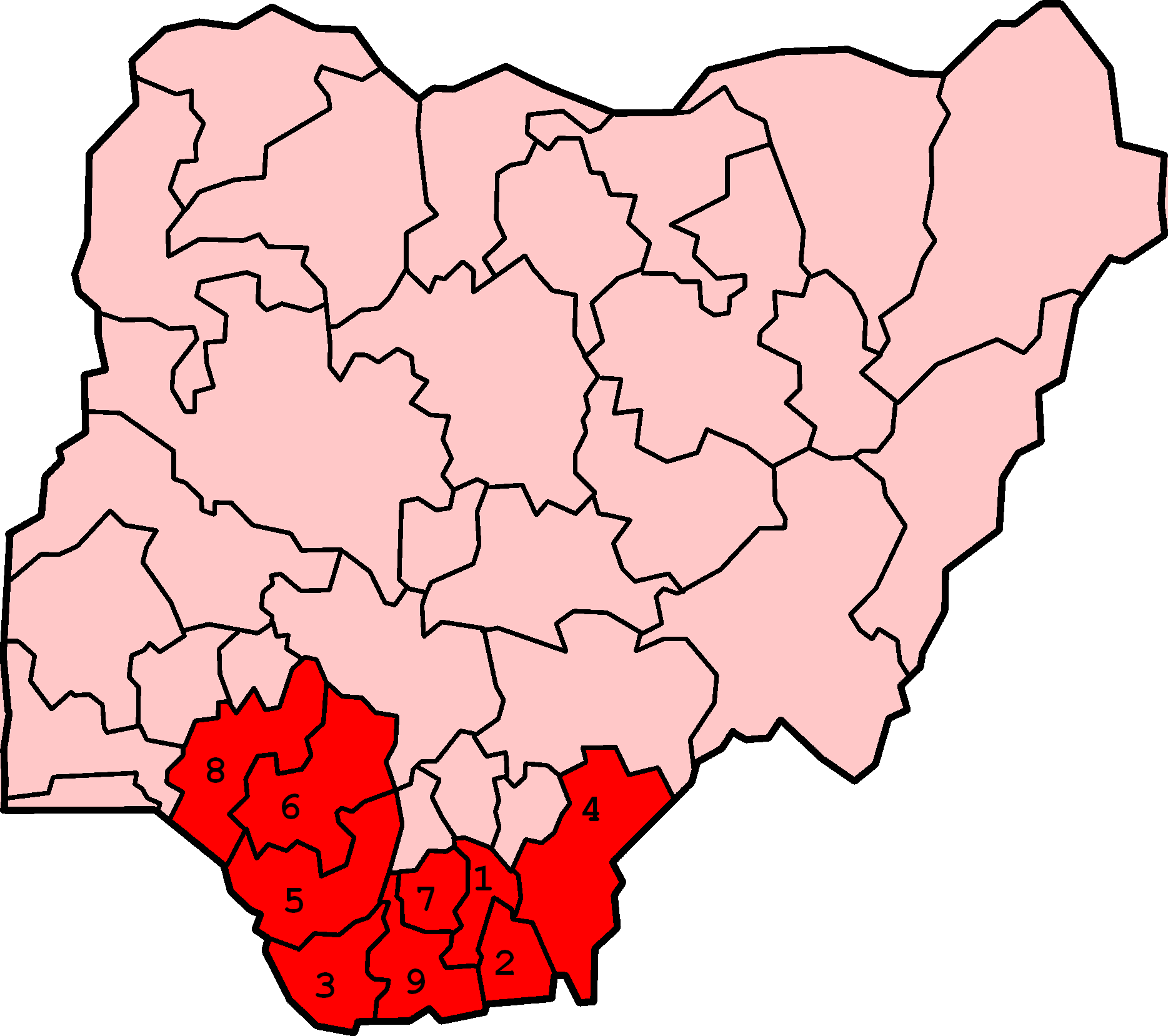
Mapa de Nigèria mostrant els estats típicament considerats que formen part de la regió de Delta del Níger: 1. Abia, 2. Akwa Ibom, 3. Bayelsa, 4. Cross River, 5. Delta, 6. Edo, 7.Imo, 8. Ondo, 9. Rivers